# Aatxe
Die Aatxe oder Aataxe sind Höhlengeister aus der Mythologie des Baskenlandes, die in stürmischen Nächten ihre Höhle Leze (bei Sara) verlassen und die Bewohner der Dörfer und Städte in die Häuser treiben. 
Die Aatxe konnten sowohl in menschlicher als auch in Form eines (vorwiegend roten) Stieres auftreten – wie der Name Aatxe im baskischen auch „Jungstier“ bedeutet („Aatxe“ bedeutet „Jungstier“ und Aatxegorri bedeutet „roter Jungstier“). Als Etsai ('Teufel') unterrichtet er seine Gefolgsleute in seinen Künsten.